# David Marshall (Politiker, 1941)
David Marshall (* 7. Mai 1941 in Glasgow) ist ein schottischer Politiker der Labour Party.

## Leben
Marshall wurde 1941 in Glasgow geboren. Er besuchte die Larbert High School sowie die Woodside Senior School in Glasgow. Nach Schulabschluss war Marschall als Landwirt, Büroarbeiter und Busfahrer tätig. Er ist verheiratet und Vater einer Tochter und zweier Söhne.

## Politischer Werdegang
Nachdem Myer Galpern, welcher den Wahlkreis Glasgow Shettleston seit 1959 im britischen Unterhaus vertreten hatte, zu den Unterhauswahlen 1979 nicht mehr antrat, stellte die Labour Party Marshall als dessen Nachfolger auf. Am Wahltag erhielt er 61,1 % der Stimmen und zog in der Folge erstmals in das House of Commons ein. Seine Jungfernrede hielt er am 23. Mai desselben Jahres. Bei den folgenden Wahlen 1983, 1987, 1992, 1997 und 2001 verteidigte Marshall sein Mandat.
Im Zuge der Wahlkreisrevision wurde Marshalls Wahlkreis Glasgow Shettleston zum Ende der Wahlperiode aufgelöst. Marshall bewarb sich daher bei den Unterhauswahlen 2005 um das Mandat des neugeschaffenen Wahlkreises Glasgow East. Am Wahltag setzte er sich gegen vier Kontrahenten durch und behielt seinen Parlamentssitz. Im Juni 2008 gab Marshall seinen Rücktritt aus gesundheitlichen Gründen bekannt. Am 30. Juni desselben Jahres wurde er als Crown Steward and Bailiff of the Manor of Northstead eingesetzt, ein Amt ohne Aufgaben, das an Abgeordnete ohne Rücktrittsrecht vergeben wird, um ein Ausscheiden aus dem politischen Tagesgeschäft zu ermöglichen.
Obschon Marshall bei den Wahlen 2005 noch einen Stimmenanteil von 60,7 % für die Labour Party erringen konnte, verpasste seine Nachfolgerin Margaret Curran das Mandat. Dieses sicherte sich der SNP-Kandidat John Mason. Dieses Ergebnis wurde als politisches Desaster und als Folge der Politik Gordon Browns angesehen.